# 馬政第一次計画
この項目では、日本の馬の品種改良を目的に1905年に計画され、翌1906年から30年間にわたって実施された馬政第一次計画（ばせいだいいちじけいかく）について記述する。

## 概要
日清・日露戦争で日本の軍馬が諸外国より著しく劣っていることが明らかになった。このため日本のウマを大型化し改良するための「馬匹改良30ヵ年計画」が立案、実行された。
30年に及ぶ馬政計画は大成功をおさめたとされたが、引き続いてウマの専門分化を図るための新たな馬政計画が始まった。このときに、当初の30年計画を「馬政第一次計画」とし、引き続くものを「馬政第二次計画」と称するようになった。

## 計画がたてられた経緯

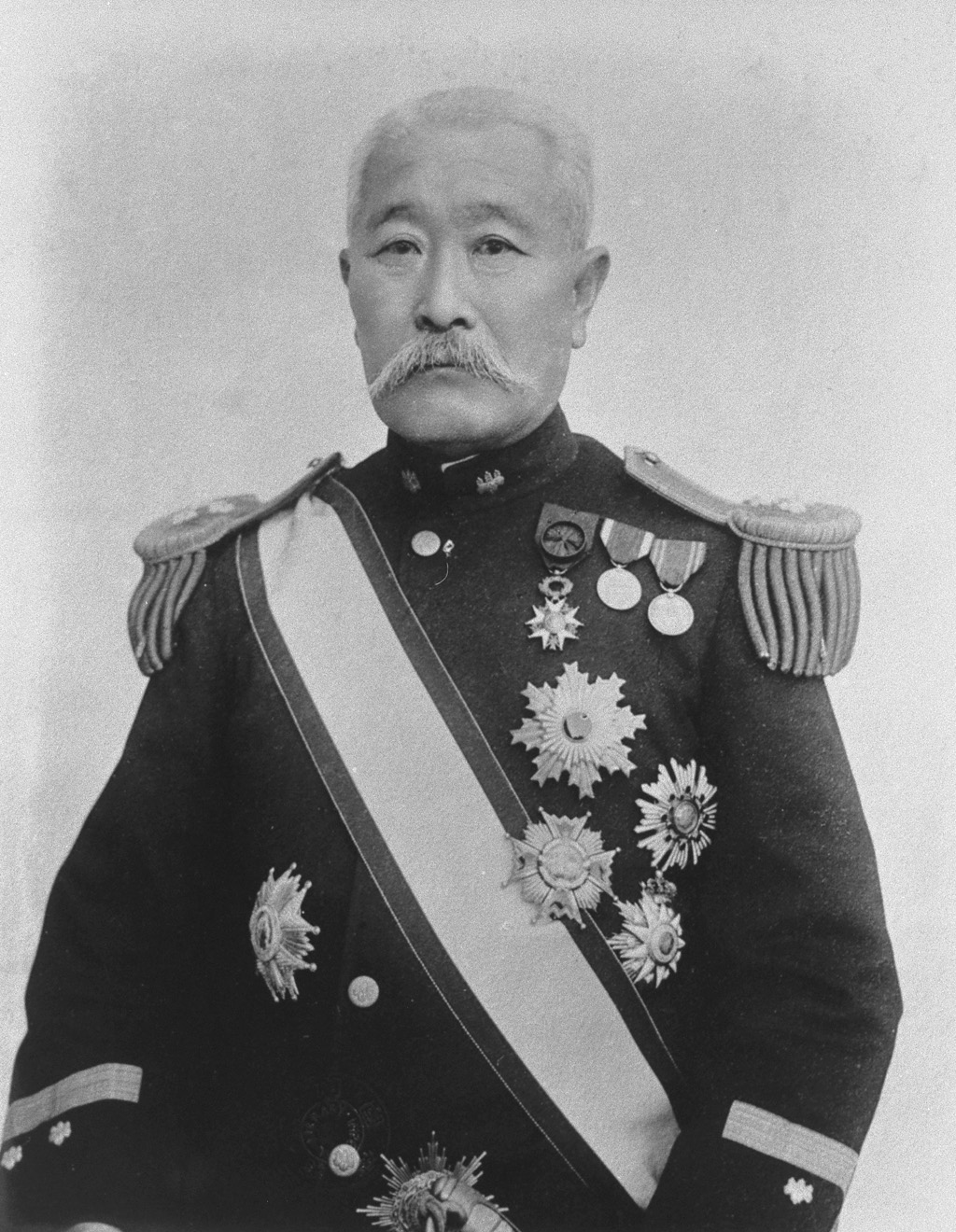
臨時馬制調査委員会委員長の曾禰荒助

1904年2月10日に開戦した日露戦争において、日本陸軍は軍馬の多くが戦場の環境に適応できず、疲弊して倒れる事態に見舞われた。
これを受けて同年9月、臨時馬制調査委員会官制が公布され、曾禰荒助を委員長とする臨時馬制調査委員会が発足。馬政振興および馬匹改良（馬の品種改良の方策について審議を行った。審議の結果臨時馬制調査委員会が答申したのが、馬政第一次計画である。
計画は第一期（1906年度から1923年度の18年間）と第二期（1924年度から1935年度の12年間）の2期30年間からなるものであった。
これに伴い、省庁格を持った馬政局が設置され、計画遂行に当たった。同局は、1910年に陸軍省外局に降格し、第一期が終了した1924年には廃止されて農商務省がその業務を引き継いだ。

## 第一期計画
第一期計画では品種改良実施のために10の項目からなる綱領が作成され、国内の三分の一の馬について品種改良を図ることが目標とされた。

### 計画綱領
1. 全国を6つの馬政管区に分け、それぞれの管区に産馬事業の指導監督や馬匹改良の監督を行う馬政官を置く。
2. 全国に15の種馬所を設け、品種改良のために1,500頭の国有種牡馬を繋養して民間の繁殖牝馬と交配させる。
3. 全国に3つの種馬牧場を設け、種牡馬および繁殖牝馬を用いて国有種牡馬の生産を行う。
4. 種馬育成所を1か所設ける。
5. 種馬所・種馬牧場・種馬育成所では良質の牧草を得るための耕作を行う。
6. 国有種牡馬の充実・補充のために毎年国内外で馬匹を購入する。
7. 民間所有の種牡馬については資質向上のために合格標準を定めた上で厳正な検査を行う。
8. 馬匹共進会、競馬会を奨励し、産馬事業の改良発達に資すべき諸般の奨励を行う。
9. 産馬組合の事業を奨励する。
10. 馬匹の去勢の奨励、去勢技術に関する調査、去勢技術員の養成を行う。

### 実行された主な政策
第一期計画に基づいて実行された主な政策について記述する。
馬政局・馬政委員会の設置
要綱実現のため、1906年5月に馬政局官制（勅令第121号）に基づき内閣総理大臣の管理下に馬政局が設置された。さらに馬政委員会官制に基づき、馬匹改良に関する総理大臣の諮問機関として馬政委員会が設置された。
種馬所・種馬牧場・種馬育成所の設置
1906年から1912年にかけて、全国に5つの種馬所、2つの種馬牧場、1つの種馬育成所が設置された。
国有種牡馬供用方針の策定
従来の日本の馬産は地区ごとに繁殖が行われており、馬の特徴は地区ごとに大きく異なっていた。そのことを踏まえた上で馬匹改良を実現するべく、全国の馬産地を乗馬産地、軽輓馬産地、重輓馬産地、小格輓馬産地に分類し、それぞれの馬産地における国有種牡馬の供用方針を策定した。
外国からの馬の購入

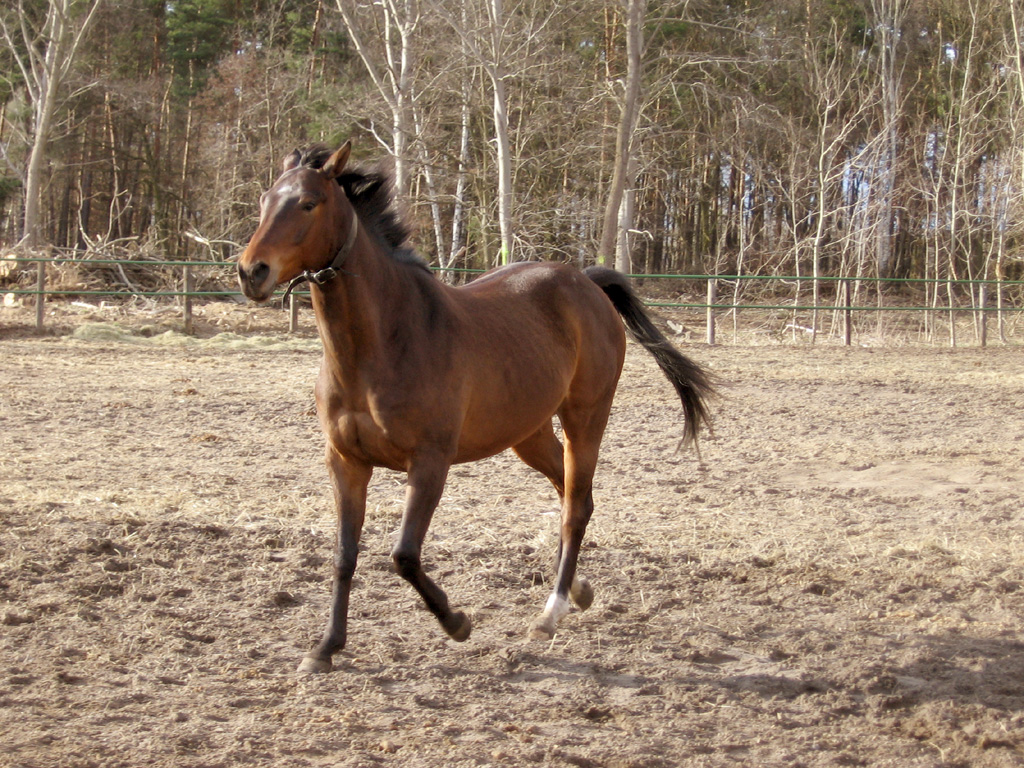
アングロアラブ

政府は1905年、日露戦争の長期化によって軍馬が枯渇することを懸念してオーストラリアから1万頭あまりの豪州馬（正式な呼称は豪州産洋種）を輸入した。日露戦争が長期化することなく終結したためそれらの馬が軍馬として用いられることはなく、約3600頭の牝馬と97頭の種牡馬を農商務省が保管し、第一期計画綱要における馬匹購入の目標達成にあてることになった。農商務省は牝馬のうち100頭を種馬牧場の繁殖牝馬、牡馬のうち86頭を種馬所の種牡馬とし、残りを民間に貸下した。
豪州馬は馬匹改良に大きな役割を果たし、1914年に開催された東京大正博覧会に出品された54頭の内国産の馬匹のうち40頭を豪州産牝馬の産駒が占めるなど高い評価を受けた。
その後も政府は外国から馬の輸入を計画したが、日露戦争後にイギリスなど主要な馬産国は日本の軍備を警戒して種牡・牝馬の輸出を控えるようになった。やむを得ず各国から様々な品種の馬を少しずつ導入することになり、日本国内では多様な品種が乱立することになった。たとえば、軽種についてはアングロアラブおよびアラブ種をギドランや内国産のアングロアラブで、中間種についてはノーニウスをアングロノルマンやハクニーで代用するなどの措置がとられた。
去勢の実施
日本軍の軍馬は気性が荒く、1899年の義和団の乱において共同作戦を行った欧米各国の軍人からは「馬のような恰好をした猛獣」と評される有様であった。対策として軍馬に去勢を施す案が検討されるようになり、1901年に原則としてすべての3歳以上15歳未満の牡馬に去勢を施すことを義務付ける去勢法が発布された。しかし去勢技術員の養成など制度を整備するための準備期間を確保するために同法の施行は延期された。
第一期計画の計画綱領が発表されたのはその最中のことであった。日露戦争の勃発により施行はさらに延期され、初めて同法が適用されたのは1917年のことであった。同法の施行が延期されていた間に政府は去勢奨励金を交付して去勢の普及に努めていたが、この間に去勢への理解や最新の去勢手術への安心感が馬の所有者に広がっていたため、この年全国1,123か所で行われた去勢に対する評判は良好であった。
1906年から1916年まで年間約9,000頭だった去勢頭数は1917年以降、おおむね年30,000頭以上に増加した。

### 成果
第一期計画は予定通り1923年度をもって終了し、計画を上回る国内の馬の三分の二について品種改良の成果（具体的には在来種の洋種との混血化）を得ることに成功した。

## 第二期計画
第二期計画では国内の馬匹のうち、第一期計画で改良された残りの三分の一について品種改良を加える（在来種を洋種と混血させる）とともに、持久力が大きく用途の広い馬を生産することに目標が置かれた。

### 計画の詳細
1. 国内の馬匹の総頭数として150万頭を維持する。
2. 品種改良のための種牡馬の目標頭数は6,000頭（国有種牡馬1,500頭と民有種牡馬4,500頭）とする。種類別には軽種を10〜20%、中間種を75〜85%、重種を5〜10%とするよう供用方針を定める。
3. 生産馬の体型を整理し種類固定の基礎を築くため、漠然と海外の種牡馬を輸入することを改め、輸入する種牡馬の種類を制限（軽種（乗馬用）についてはアラブ種・サラブレッド・アングロアラブ。中間種（軽挽馬用）についてはアングロノルマン・ハクニー。重種（重挽馬用）についてはペルシュロン）する。
4. 生産される馬には当時の平均的な日本人の体格に適合した体格と、速力・持久力（とくに持久力）が要求された。馬の種類としては中間種を多く生産することが求められた。

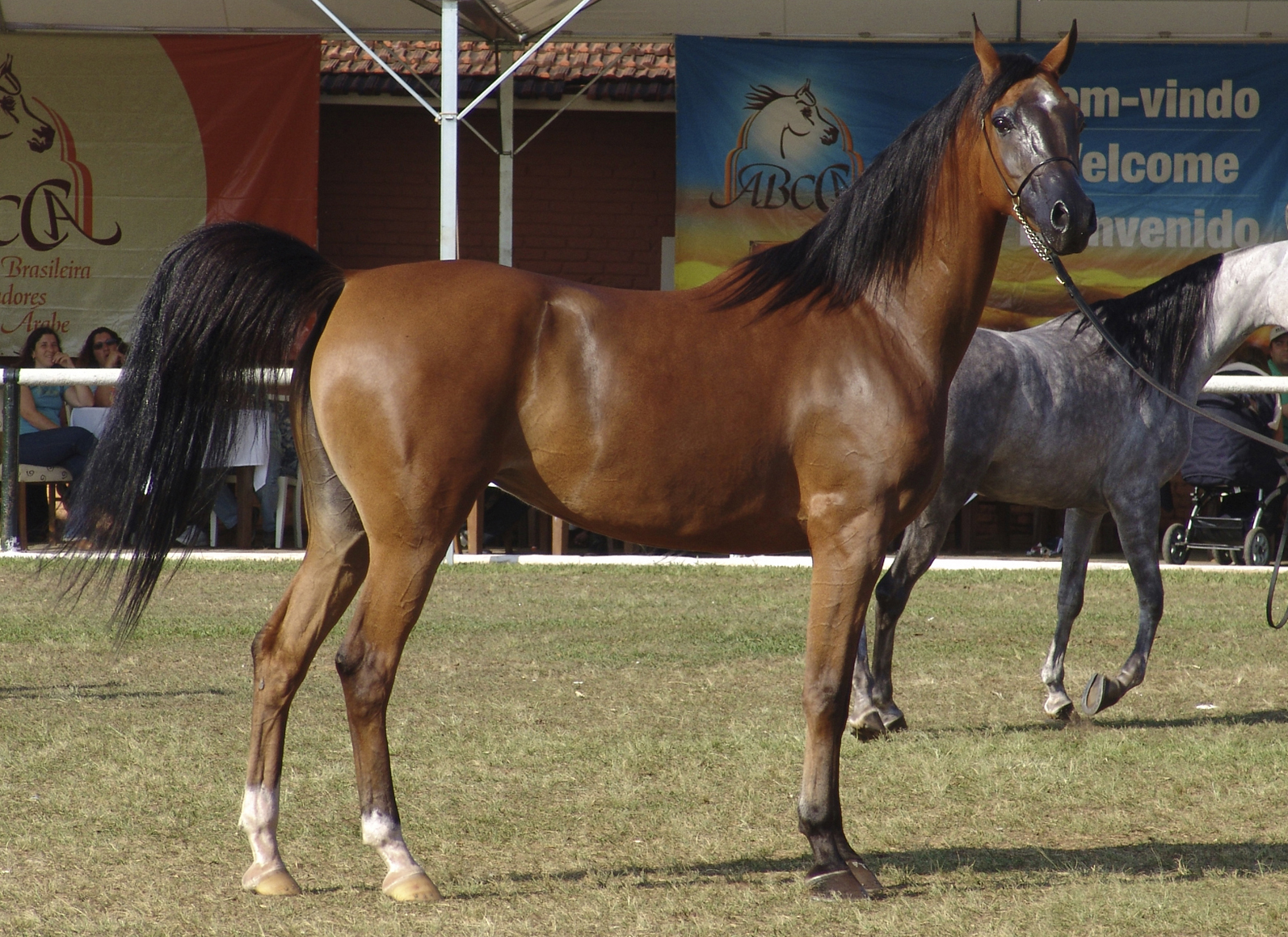
アラブ種
サラブレッド
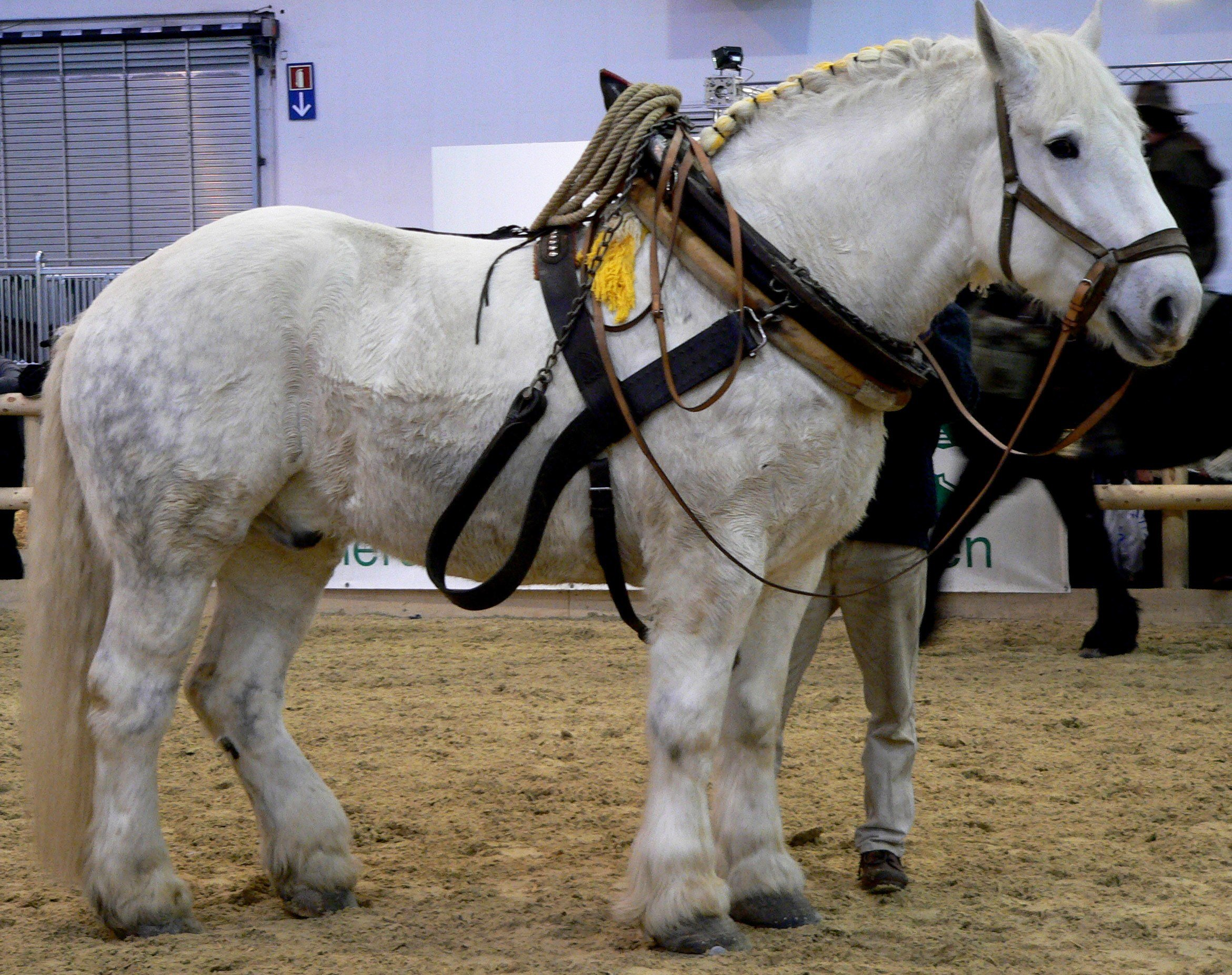
ペルシュロン

### 成果
国内の繁殖牝馬の種類固定が進み、軽種がアラブ種およびサラブレッド、中間種がアングロノルマン、重種がペルシュロンへと統一されていった。
それに伴って体格の向上も進み、種牡馬については農商務省が訓令によって定めた体型標準に合致する種牡馬は1916年には146頭（種牡馬全体の47%）であったが、1926年には417頭、1932年には1,255頭（種牡馬全体の64%）に増加した。
繁殖牝馬についても農商務省が訓令で定めた体型標準に合致するものが年々増加した。